# Kadana (Staat)
Kadāna war ein 335 km² großer Fürstenstaat in Britisch-Indien, der 1825–1924 als Teil der Rewā Kāntha Agency verwaltet wurde. Danach wurde er Teil der Western India States Agency. Das Ländchen lag zwischen 23°16'14"–30'30" N und 73"43'–54' O. Der Staat trat der indischen Union bei und wurde bei der Neuordnung der Bundesstaaten im Jahre 1960 Teil von Gujarat. Der Titel des rajputischen Herrschers, der als einer der wenigen Region keine Tribute an Baroda leistete, war Thakur.

## Geschichte
Die Volkszählung 1872 ergab 12.986 Einwohner in 100 Dörfern, von denen 98,6 % Hindus waren. Die Bevölkerungszahl stieg bis 1891 auf 14.200 in 124 Dörfern. Infolge der verheerenden Hungersnöte (1896–1897 und 1900–1902) und den folgenden Epidemien (u. a. Pest 1902/3) lebten dort 1901 nur noch ca. 9600 (−32½ %) Einwohner in 106 Ansiedlungen. Das Gesamtsteueraufkommen stieg von 1872 (~10000 Rs.) auf 18669 Rs. im Katastrophenjahr 1901. Sich auf die herrschende Ideologie des Liberalismus berufend, unterließen es die Kolonialherren mehr als nur minimale Unterstützung zu gewähren. Bis 1941 stieg die Bevölkerung auf 19790.
Nach der örtlichen mündlichen Tradition wurde der Staat im 13. Jahrhundert von Limdev einem jüngeren Bruder von Jālmsingh einem Nachfahren des gleichnamigen Gründers von Jhālod begründet. Mit den Nachbarstaaten Sunth, Dungarpur oder Bālāsinor war man mehr oder weniger im dauernden Kriegszustand. Es gelang der einheimischen Bevölkerung, größtenteils Bhil, ihre Unabhängigkeit zu bewahren und frei von Tributpflichten zu bleiben. Die Herrschaft kam, wie die gesamte Region, 1812 unter britische Oberherrschaft als der Gaekwar seine Rechte abtrat. Der Raja von Sunth (= Sant) behauptete 1856, dass der Staat unter seine Oberhoheit zu kommen hätte, da die Adoption eines Jungen als Kronprinzen nicht rechtmäßig sei. Der örtliche Political Agent entschied jedoch zugunsten des Kindes, so dass der Staat eigenständig blieb. Der Thakur erhielt als Gerichtsherr die Befugnisse eines Magistrate 2. Klasse. Der Fürst war einer der nicht-salutberechtigten Fürsten, die in die 1921 geschaffene Chamber of Princes gewählt wurde.